# Arne Jarrick
Arne Jarrick, född 1952, är en svensk historiker. Han är professor i historia vid Stockholms universitet, Historiska institutionen. Ursprungligen ekonomisk historiker med inriktning på s.k. mentalitetshistoria, eller psykologisk socialhistoria.
Jarrick var ledamot av Vetenskapsrådet 1999-2003 och senare huvudsekreterare i Vetenskapsrådets ämnesråd för humaniora och samhällsvetenskap. Han valdes in som ledamot av Kungliga Vetenskapsakademin 12 november 2008.